# 里多特 (伊利諾伊州)
里多特（英語：Ridott）是位於美國伊利諾伊州斯蒂芬森縣的一個村落。

## 地理
里多特的座標為42°17′50″N 89°28′36″W / 42.29722°N 89.47667°W，而該地最高點為海拔高度231米（即758英尺）。

## 人口
根據2010年美國人口普查的數據，里多特的面積為0.26平方千米，當中陸地面積為0.26平方千米，而水域面積為0.00平方千米。當地共有人口164人，而人口密度為每平方千米630人。